# Alone (album Mr. Gil)
Alone – pierwszy album studyjny zespołu Mr. Gil. Został wydany w 1998 roku, nakładem wytwórni Ars Mundi. W 2005 roku wytwórnia Metal Mind Productions wydała reedycję albumu wzbogaconą o materiały wideo.

## Lista utworów
źródło:.
1. "Strange" – 6:17
2. "I Don`t Believe" – 3.44
3. "Alone" – 6.38
4. "Wake Up" – 6.41
5. "Beggar" – 3.14
6. "Set Me Free" – 3.20
7. "War" – 3.52
8. "Mother Dream" – 4.09
9. "Enough" – 8.43
10. "Stay" – 3.49
11. "New Day" – 5.19
12. "Free" – 1.19

## Twórcy
źródło:.
- Mirosław Gil – gitary, śpiew
- Krzysztof Palczewski – instrumenty klawiszowe
- Piotr Witkowski – gitara basowa, śpiew
- Olaf Łapczyński – gitary, śpiew
- Włodzimierz Tafel – perkusja

gościnnie
- Agim Dzeljilji – instrumenty klawiszowe
- Piotr Iwicki – perkusja
- Małgorzata Kościelniak – śpiew